# Long Barrow von Lugbury
Der Long Barrow von Lugbury (auch Littleton Drew genannt) ist ein im 19. Jahrhundert ausgegrabenes megalithisches neolithisches Kammergrab (englisch chambered tombs), des Typs Cotswold Severn Tomb bei Littleton Drew, nahe der M4 in North Wiltshire in England.

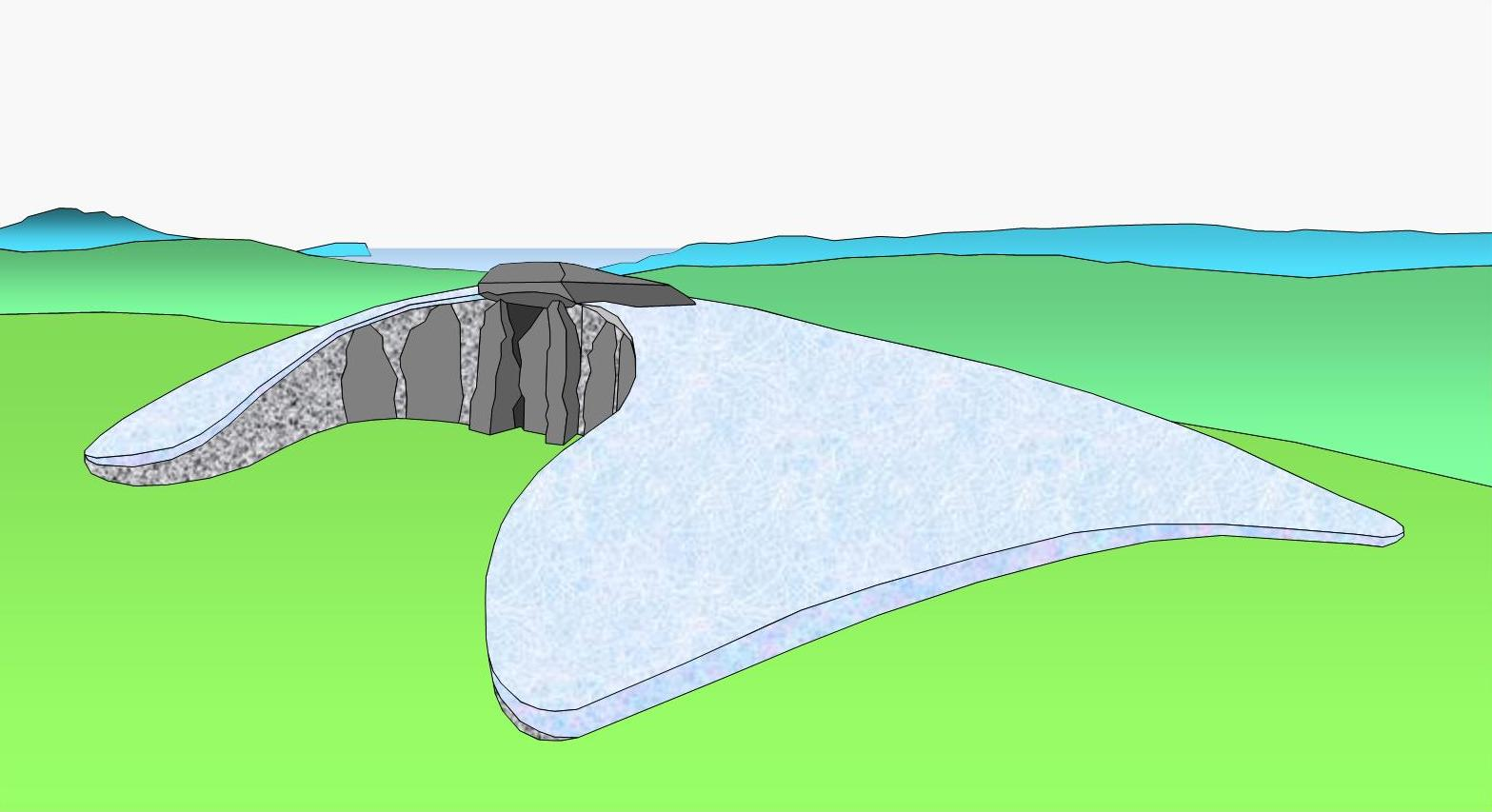
Schema Cotswold Severn Tomb

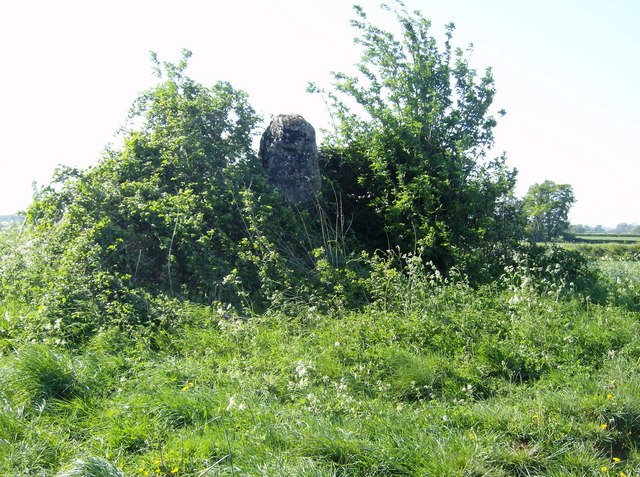
Lugbury Cotswold Severn Tomb

Es gab mindestens 220 Cotswold Severn Tombs (etwa 125 sind zumindest in Teilen erhalten) in Südost-Wales, Berkshire, Gloucestershire, Oxfordshire, Somerset und Wiltshire. Die von John Thurnam (1810–1873) im Jahr 1869 klassifizierten Denkmäler sind zwischen 4000 und 3000 v. Chr. gebaut und verwendet worden. Jüngste 14C-Datierungen von fünf Anlagen in der Region haben ergeben, dass bei vieren der Bau etwa 3800 v. Chr. begann und die Nutzung um 3625 v. Chr. endete. Die Anlagen wurden für etwa sieben Generationen verwendet, wobei es unterschiedlich lange Nutzungsphasen gab.
Der 0,5 m hohe Erdhügel ist heute etwa 50,0 m lang und 15,0 m breit. Am östlichen Ende sind drei aufrechte Orthostaten sichtbar, die seit der Antike als Cromlech bekannt waren. John Aubrey (1626–1697) erfasste den Hügel im 17. Jahrhundert und stellte fest, dass in der Nähe ein runder Grabhügel lag, der etwa 1630 abgepflügt wurde.
Es gab im 19. Jahrhundert zwei Untersuchungen. Im Jahre 1821 grub Richard Colt Hoare (1758–1838) einen Graben von 45,0 m Länge. Er fand heraus, dass Holzkohle bis zu 1,8 m Tiefe im Boden vermischt wurde und der Boden und die Seiten des Hügels aus einer Schicht loser Steine bestanden. Zwischen den Seitenwänden, etwa 9,0 m westlich des „Cromlechs“, wurde die Körperbestattung eines jungen Erwachsenen in einer 0,6 m tiefen Steinkiste entdeckt, darüber befand sich ein „rude arch“ (roher Bogen). Ein geschärftes Stück Feuerstein lag neben dem Kopf. Colt Hoares Originalhandschrift belegt, dass die ursprünglichen Hügelabmessungen etwa 66,75 m mal 23,75 m betrugen. Colt Hoare nahm an, dass die primäre Bestattung unter dem Cromlech am östlichen Ende lag. Im Jahre 1854 und 1855 hat der Grundbesitzer diese Steine ausgegraben. Er fand jedoch keine Bestattungen.
Die Ausgrabung von 1854 durch George Julius Scrope (1797–1876) wurde notwendig, da auf der Südseite in der Nähe der Mitte des Hügels beim Pflügen eine Steinkiste entdeckt wurde, die mehrere Skelette enthielt. Bei nachfolgenden Untersuchungen wurden hier vier Steinkisten mit neun, zehn, sieben und ohne Skelette entdeckt. Es gab Hinweise auf eine Unterscheidung nach Alter und Geschlecht in den Kisten. John Thurnham (1810–1873) stellte 1857 fest, dass Scrope den ganzen Hügel ausgrub ohne weitere Bestattungen zu finden.
Von Thurnham wurde 1868 gemeldet, dass der südliche Graben als Vertiefung sichtbar wurde. Die Gräben sind aber nicht Gegenstand von Aufzeichnungen. Neue Magnetometrie hat im Norden und Süden des Hügels flankierende Gräben/Gruben angezeigt. Die magnetischen Anomalien deuten auf eine Reihe von miteinander verbundenen Vertiefungen, die längliche Gräben mit gelegentlichen Unterbrechungen zeigen. Dagegen wurden keine eindeutigen Belege für eine innere Struktur gefunden, dies stützte die vollständige Ausgrabung in der Mitte des 19. Jahrhunderts.